# Carcelia indica
Carcelia indica är en tvåvingeart som först beskrevs av Baranov 1934.  Carcelia indica ingår i släktet Carcelia och familjen parasitflugor. Inga underarter finns listade i Catalogue of Life.